# Henry Hay de Slade
Pour les articles homonymes, voir Slade (homonymie).
Henri Joseph Marie, comte Hay de Slade (29 mai 1893 à Brest - 3 novembre 1979 à Derval), est un as de l'aviation français de la Première Guerre mondiale, au cours de laquelle il remporte 19 victoires aériennes homologuées et 3 victoires « probables ».

## Biographie
Né le 29 mai 1893 à Brest, Henri, Joseph, Marie, Hay de Slade, issu d'une famille de la noblesse bretonne de tradition militaire, est le fils d'Henry Hay de Slade, capitaine de frégate, et de Marie Anne Caroline de La Goublaye de Nantois.
Devenu lui-même élève officier à Saint-Cyr en 1913, Henri Hay de Slade entre dans l'aviation, le 11 mai 1916. En août de la même année, il reçoit son brevet de pilote militaire et intègre l'Escadrille N 80, le 13 décembre 1916.
Réaffecté à l'Escadrille N 86 le 16 avril 1917, il y remporta sa première victoire le 20 mai 1917, au-dessus de Pontavert. Hay de Slade termine l'année 1917 avec cinq victoires homologuées. Il en remporte six nouvelles lors des offensives allemandes du printemps 1918, dont la dernière a lieu le 21 juillet 1918 contre un Fokker D.VII, au sud-est de Belleau[Où ?].
Le 28 juillet 1918, il est nommé à la tête de l'Escadrille Spa 159 (en), une unité décimée par la chasse allemande et dont les pilotes sont complètement démoralisés. Il va s'employer avec succès à faire de cette unité une escadrille efficace, en redonnant confiance aux pilotes et en leur apprenant les règles des manœuvres de combat. Pour ce faire, son chasseur SPAD S.XIII personnel est bariolé de bandes rouges horizontales sur l'ensemble du fuselage afin qu'il puisse être facilement identifié et suivi par ses pilotes en combat aérien. Il commandera la SPA 159 jusqu'à la fin de la guerre et y remportera 8 nouvelles victoires aériennes homologuées.
Totalisant dix-neuf victoires officielles (dix-huit avions et un drachen), Henri Hay de Slade termine la guerre à la seizième place au classement des meilleurs as français de la Grande Guerre.
Resté dans l'armée d'active après l'armistice, il quitte l'armée d'active en 1926 quand il hérite du château familial de la Garrelaye sur la commune de Derval au nord de Nantes. Il se consacre alors à la gestion de son domaine et va devenir maire de sa commune en 1935. Il reste actif dans l’aviation en fondant en 1936 une petite usine de construction d’avions de planeurs à Issy-les-Moulineaux.
Henri Hay de Slade est mobilisé en affectation spéciale en 1939 avec le grade de chef de bataillon et chargé de construire des appareils d'entraînement Morane 230 dans son usine, qui est saisie par les troupes allemandes après l'armistice. Retiré à Derval, il est confirmé dans les fonctions de maire par le gouvernement de Vichy, et, bien que destitué par les autorités de la libération, va retrouver son fauteuil de maire dès les premières élections municipales, qu'il gardera jusqu'en 1974. Il meurt le 3 novembre 1979 dans sa commune de Derval.
Il épouse Christiane de Vesian le 25 juin 1927, dont postérité :
- Serge, époux d'Elizabeth de La Lande de Calan
- Richard, époux d'Anne d'Oiron
- Eliane, épouse de Georges Poinçon de La Blanchardière

### Sources
- Dossier individuel N°1P 29924/3 au Service historique de la Défense à Vincennes
- Témoignage oral Henri Hay de Slade enregistré au Service historique de la Défense
- David Méchin, « L'as qui tombe à pic », Le Fana de l’Aviation, no 522, (mai 2013)